# Liste des oiseaux des États fédérés de Micronésie
La liste ci-dessous recense les oiseaux observés dans les 607 îles des États fédérés de Micronésie.
Sont mentionnés, dans l'ordre :
- le nom français,
- le nom scientifique, avec la sous-espèce éventuellement,
- le(s) nom(s) vernaculaires dans 4 des 17 langues parlées dans la fédération : chuuk (code ISO 639-3 : chk), kosraéen (kos), ponapéen (pon) et yapais (yap) (précision entre parenthèses de l'état fédéral où le nom est utilisé),
- le statut de l'espèce dans les États fédérés de Micronésie :

nicheur
endémique (niche exclusivement dans ce pays)
migrateur (régulier)
éteint (ne se trouve plus dans ce pays)
introduit,
- entre parenthèses, la répartition succincte dans les quatre états de la fédération, Chuuk (Truk)(C), Kosrae (Kusaie) (K), Pohnpei (Ponapé) (P), Yap (Y).

Le nombre total des espèces observée dans les États fédérés de Micronésie s'élève à 224.
Cette liste ne mentionne pas tous les oiseaux observés accidentellement.

## Liste par famille
- Procellariidae
  - Puffin d'Audubon (Puffinus lherminieri) - nifaro (Chuuk), kakowe (Kosrae), liparok (Pohnpei), gagaiow (Yap) - Nicheur (C,K,P,Y)
- Hydrobatidae
  - Nesofregetta fuliginosa
  - Oceanodroma matsudairae
- Fregatidae
  - Frégate du Pacifique (Fregata minor palmerstoni) - asaf (Chuuk), won palang (Kosrae), kasap (Pohnpei), malob (Yap) - Nicheur
- Phaethontidae
  - Paille-en-queue (Phaethon lepturus dorothea) - uk (Chuuk), sihk (Kosrae, Pohnpei), yuk (Yap) - Nicheur
- Phalacrocoracidae
  - Phalacrocorax melanoleucos
  - Phalacrocorax sulcirostris
- Sulidae
  - Fou masqué (Sula dactylatra personata) - Nicheur
  - Fou brun (Sula leucogaster plotus) - amo (Chuuk), kuvuhl (Kosrae), kupwur (Pohnpei), gowang (Yap) - Nicheur (C,K,P,Y)
  - Fou à pattes rouges (Sula sula rubripes) - apeng (Chuuk), kupwur (Pohnpei), grelfoy (Yap) - Nicheur
- Ardeidae
  - Garde-bœufs (Bubulcus ibis coromandus)
  - Héron cendré (Ardea cinerea jouyi)
  - Grande aigrette (Ardea alba modesta)
  - Garzette (Egretta garzetta nigripes)
  - Aigrette sacrée (Egretta sacra sacra) - kaukau (Chuuk), noklap (Kosrae), kewelik (Pohnpei), k'ow (Yap) - Nicheur
  - Blongios de Chine (Ixobrychus sinensis) - nichaw (Chuuk), chogil (Yap) - Nicheur (C,Y)
  - Héron strié (Butorides striatus)
  - Bihoreau roux (Nycticorax caledonicus pelewensis) - arocha (Chuuk) - Nicheur (C)
- Anatidae
  - Sarcelle d'hiver d'Amérique (Anas carolinensis)
  - Anas superciliosa pelewensis - niawpewnik (Chuuk)
  - Aythya fuligula
  - Milouin d'Amérique (Aythya americana)
  - Milouinan (Aythya marila mariloides)
- Accipitridae
  - Accipiter gularis
  - Accipiter soloensis
- Phasianidae
  - Coq bankiva (Gallus gallus) - won in ima (Kosrae)
- Rallidae
  - Amaurornis moluccanus
  - Porzana cinerea - niwoniwo (Chuuk), tutuwi (Pohnpei), bal (Yap) - Nicheur
  - Râle de Kosrae (Porzana monasa) - Endémique de Kosrae - Eteint (1828) (K)
  - Porzana tabuensis tabuensis
  - Poule sultane (Porphyrio porphyrio)
  - Rallina eurizonoides
  - Poule d'eau (Gallinula chloropus) - Nicheur
- Charadriidae
  - Charadrius mongolus
  - Pluvier doré du Pacifique (Pluvialis fulva) - kuling (Chuuk), kulul (Kosrae), kulu (Pohnpei), k'oleng (Yap) (C,K,P,Y)
- Scolopacidae
  - Tournepierre à collier (Arenaria interpres) - inin (Chuuk), kulul (Kosrae), kulu (Pohnpei), lugnu shour (Yap) (C,K,P,Y)
  - Numenius madagascariensis
  - Courlis corlieu (Numenius phaeopus) - niakak (Chuuk), katkat (Kosrae), kulu (Pohnpei), gogow (Yap)
  - Limicola falcinellus sibirica
  - Heteroscelus incanus - inin (Chuuk), kulul (Kosrae), kulu (Pohnpei), k'oleng (Yap)
  - Bécassine de Swinhoe (Gallinago megala)
- Laridae
  - Mouette rieuse (Chroicocephalus ridibundus)
  - Sterne blanche (Gygis alba) - esies (Chuuk), kaka (Kosrae), kahke (Pohnpei), machich (Yap)
  - Sterne naine (Sterna albifrons sinensis) - Nicheur
  - Sterna sumatrana sumatrana - lipwowale arar (Chuuk), karkar (Pohnpei), rohtal (Yap)
  - Sterna bergii - arafou (Chuuk), sakier (Pohnpei), karkar (Yap)
  - Sterna fuscata - arar (Chuuk), karkar (Pohnpei), gangau (Yap)
  - Sterne pierre-garin (Sterna hirundo)
  - Sterna lunata - Nicheur
  - Sterna anaethetus anaethetus - Nicheur
  - Anous stolidus - ponik (Chuuk), mohk (Kosrae), paret (Pohnpei), gapluwan (Yap)
  - Anous minutus marcusi - rech (Chuuk), paleng (Kosrae), atet (Pohnpei), gapluwan (Yap)
  - Chlidonias leucopterus
  - Sterne bleue (Procelsterna cerulea)
- Columbidae
  - Caloenas nicobarica nicobarica
  - Pigeon micronésien (Ducula oceanica (Lesson & Garnot, 1826)) (C,K,P,Y)
    - Ducula oceanica monacha (Momiyama, 1922) - b'logol (Yap) (Y)
    - Ducula oceanica oceanica - ule (Kosrae), - (K)
    - Ducula oceanica teraokai (Momiyama, 1922) - mura (Chuuk), lison (îles extérieures de Chuuk) - (C)
    - Ducula oceanica townsendi Wetmore, 1919 - mwuroi (Pohnpei) (P)

  - Ptilinopus porphyraceus hernsheini - witiwit (Chuuk), fon (Kosrae), kiniwed (Pohnpei) - Nicheur (C,K,P)
  - Tourterelle terrestre des Carolines (Gallicolumba kubaryi) - sirip (Chuuk), peluhs (Pohnpei) - Endémique (C,P)
  - Gallicolumba stairi - Introduit
  - Gallicolumba xanthonura - Nicheur (Y)
  - Streptopelia bitorquata - Introduite
- Psittacidae
  - Cacatua galerita - Introduit
  - Trichoglossus rubiginosus - serehd (Pohnpei) - Endémique de Pohnpei
- Strigidae
  - Hibou brachyote de Ponapé (Asio flammeus ponapensis) - likoht (Pohnpei) - Endémique de Pohnpei (P)
- Apodidae
  - Salangane (Aerodramus inquietus) (C,K,P,Y)
    - Aerodramus inquietus inquietus - kalkaf (Kosrae),
    - Aerodramus inquietus ponapensis - kelirnwud (Pohnpei)
    - Aerodramus inquietus rukensis Kuroda, 1915 - sasa (Chuuk) - Nicheur (C,Y)
- Caprimulgidae
  - Caprimulgus indicus
- Cuculidae
  - Coucou gris (Cuculus canorus bakeri)
  - Cuculus horsfieldi
  - Eudynamys taitensis
- Alcedinidae
  - Todirhamphus chloris
  - Martin-pêcheur micronésien (Todirhamphus cinnamominus reichenbachii) - kutoahr (Pohnpei) (P)
  - Todirhamphus sanctus
- Meropidae
  - Merops ornatus
- Hirundinidae
  - Delichon dasypus dasypus
  - Hirundo rustica
- Motacillidae
  - Bergeronnette des ruisseaux (Motacilla cinerea)
  - Bergeronnette printanière (Motacilla flava)
- Campephagidae
  - Coracina tenuirostris (P,Y) - Les deux sous-espèces ci-dessous sont probablement des espèces à part entière (en cours d'étude) qui se nommeraient donc Coracina insperatum et Coracina nesiotis. 
    - Coracina tenuirostris insperatum - totopai (Pohnpei)
    - Coracina tenuirostris nesiotis Hartlaub et Finsch - oschang (Yap)
- Corvidae
  - Monarque de Truk (Metabolus rugensis Hombron et Jacquinot) - uwan (Chuuk) - Nicheur endémique de Chuuk (C)
  - Monarcha godeffroyi Hartlaub - gigiy (Yap) - Nicheur endémique de Yap (Y)
  - Myiagra oceanica - nimakur (Chuuk) - Nicheur endémique de Chuuk (C)
  - Myiagra pluto - koikoi (Pohnpei) - Endémique de Pohnpei (P)
  - Rhipidura kubaryi - likepsir (Pohnpei) - Endémique de Pohnpei (P)
  - Rhipidura rufifrons versicolor Hartlaub & Finsch - atalruwey (Yap) - Nicheur endémique de Yap (Y)
- Sylviidae
  - Rousserolle des Carolines Acrocephalus syrinx (Kittlitz, 1835) - lichok (Chuuk), limwedi (Pohnpei) - Nicheur endémique (éteint à Kosrae ?) (C,K,P,Y)
- Meliphagidae
  - Myzomela rubratra - Nicheur (C,K,P,Y)
    - Myzomela rubratra dichromata - pwiliet (Pohnpei)
    - Myzomela rubratra kurodai Momyiama, 1922 - umel (Yap) - Nicheur (Y)
    - Myzomela rubratra major - likeitepar (Chuuk)
    - Myzomela rubratra rubratra - srusr (Kusaie)
- Zosteropidae
  - Grand oiseau à lunettes de Ponapé (Rukia longirostra) - torong (Pohnpei)
  - Grand oiseau à lunettes de Faichuuk (Rukia ruki) - nimesounupwin (Chuuk) - Nicheur endémique (C)
  - Oiseau à lunettes gris Zosterops cinereus (Kittlitz, 1833) - Nicheur (K,P) - Les deux sous-espèces citées ci-dessous sont probablement des espèces à part entière (étude en cours) qui se nommeraient donc Zosterops cinereus et Zosterops ponapensis.
    - Zosterops cinereus cinereus - trum (Kosrae)
    - Zosterops cinereus ponapensis

  - Oiseau à lunettés bridé des Carolines (Zosterops hypolais) - Nicheur endémique (C,P,Y)
    - Oiseau à lunettes bridé de Yap (Zosterops hypolais hypolais Hartlaub et Finsch, 1872) - alangithgnith (Yap) - Nicheur (Y)
    - Oiseau à lunettes bridé de Truk (Zosterops hypolais owstoni) - nimosopun (Chuuk)
    - Oiseau à lunettes bridé de Ponapé (Zosterops hypolais takatsukasai) - tiht (Pohnpei)

  - Oiseau à lunettes de Yap (Zosterops oleagineus Hartlaub & Finsch, 1872) - alangithngith (Yap) - Nicheur endémique (Y)
  - Oiseau à lunettes des Carolines (Zosterops semperi Hartlaub, 1868) - Nicheur (C,P)
- Sturnidae
  - Aplonis corvinus - Endémique de Kusaie - Eteint (1828)
  - Etourneau micronésien (Aplonis opacus) (C,K,P,Y) 
    - Etourneau micronésien de Truk (Aplonis opacus angus Momyiama, 1922) - anga (Chuuk) - Nicheur (C)
    - Etourneau micronésien de Yap (Aplonis opacus kurodai) - gap'luw (Yap) - (Y)
    - Etourneau micronésien de Kusaie (Aplonis opacus opacus) - we (Kusaie)
    - Etourneau micronésien de Ponapé (Aplonis opacus ponapensis) - sioahk (Pohnpei)

  - Etourneau de montagne(Aplonis pelzelni) - sie (Pohnpei) - Nicheur (éteint ?) endémique de Pohnpei (P)
- Estrildidae
  - Erythrura trichroa trichroa - likiturung (Chuuk), srusr eku (Kosrae), liketpwupwu (Pohnpei) - Nicheur (C,K,P)
  - Lonchura hunsteini minor - liketpwahpwa (Pohnpei) - Nicheur introduit de Nouvelle-Irlande (Papouasie-Nouvelle-Guinée) à Pohnpei (P)
  - Lonchura punctulata cabanisi - spanpan (Yap) - Nicheur (Y)
- Ploceidae
  - Moineau friquet (Passer montanus) - Nicheur - Introduit (Y)